# Altes Gymnasium (Schwäbisch Hall)
Das Alte Gymnasium in der Gymnasiumstraße 2 in Schwäbisch Hall ist eine ehemalige Schule. In dem Gebäude sind mittlerweile städtische Ämter untergebracht.

## Geschichte
Das Alte Gymnasium wurde in den Jahren 1871 bis 1873 nach Plänen von Christian Friedrich von Leins errichtet. Finanziert wurde der Bau durch Reparationszahlungen Frankreichs nach dem Deutsch-Französischen Krieg. Zunächst als reine Bildungsstätte für Jungen genutzt, stand das Gymnasium später auch Mädchen offen, nachdem Württemberg ab 1904 das Frauenstudium gestattet hatte. Die ersten beiden Abiturientinnen in Hall legten ihre Reifeprüfung im Jahr 1909 ab.

## Beschreibung
Leins orientierte sich beim Entwurf des zweiflügeligen Schulhauses an italienischen Vorbildern. Das Treppenhaus erhielt ein kunstvolles gusseisernes Geländer. Das Bauwerk im Stil der Neorenaissance verfügt über vier Etagen.

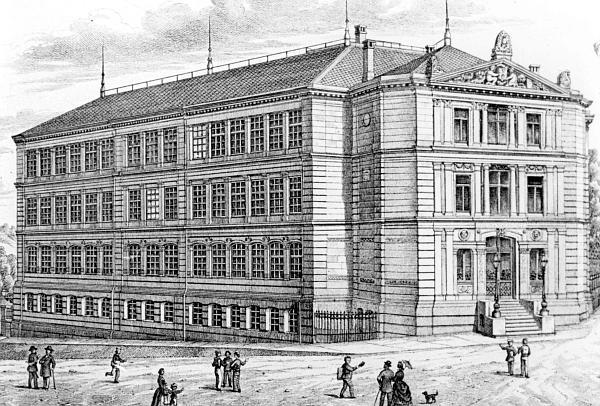
Altes Gymnasium
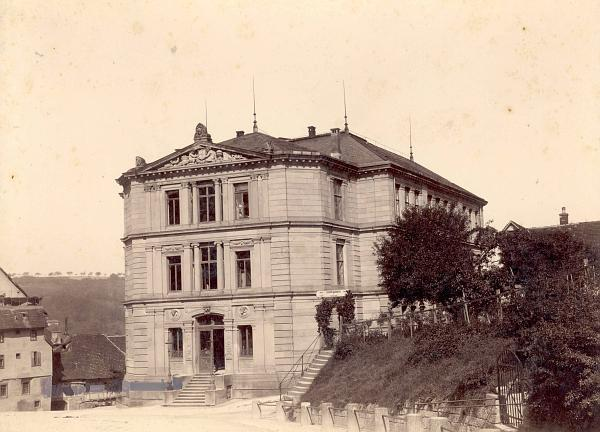
Das Gymnasium um 1875
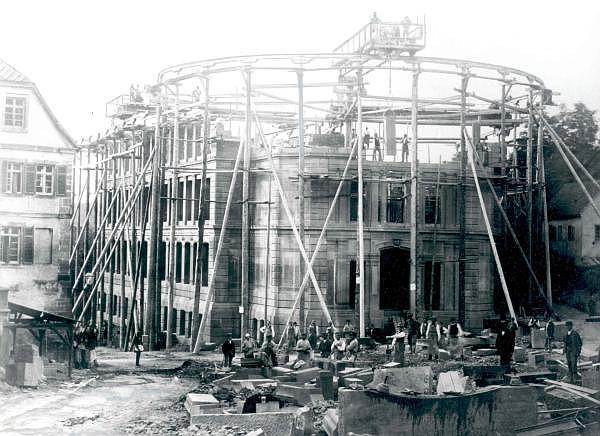
Das Gymnasium im Bau
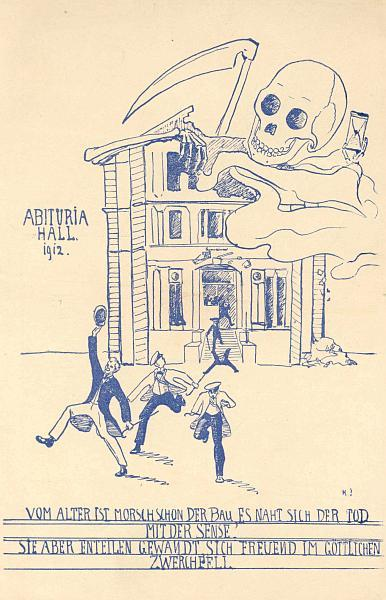
Karte zum Abitur 1912